# 茨城百景記念公園
茨城百景記念公園（いばらきひゃっけい　きねんこうえん）は茨城県猿島郡境町に所在する境町が設置、管理・運営する公園である。

## 概要
茨城百景記念公園はリバーサイド修景事業にて利根川の堤防上および河川敷に整備された公園である。「茨城百景」は1950年（昭和25年）に茨城県および茨城新聞社によって選定されている。公園の案内板の周辺には石燈籠やあずまやなどが所在しており、高瀬舟の「さかい丸」も保管されている。このほか、境大橋の東側（猿島郡境町側）にも石燈籠が所在している。

## 施設
- あずまや
- 「大利根河畔景勝ノ地」と彫られた石碑
- 「境河岸　常夜燈」と彫られた石燈籠
- 公園の案内板（反面は『さかいまち観光案内図』）
- 利根川河川敷の園路
- 船着場
- モミジ
- ツバキ
- 欅
- 桜

## 所在地
- 〒306-0433
- 茨城県猿島郡境町（大字境）字宮本町[2]

## 周辺
- 利根川
- 宮戸川
- 中央排水路
- さくらの森パーク
- 宮本町公民館
- 香取神社
- 境町立境小学校
- 境町役場
- 境大橋
- 千葉県立関宿城博物館
- 江戸川
- 境河岸
- 境の渡し
- 中の島公園 (茨城県五霞町)